# Agathis labillardierei
Agathis labillardierei – gatunek drzewa z rodziny araukariowatych (Araucariaceae). Jest endemitem Nowej Gwinei, gdzie rośnie w lasach na wysokościach od 200 do 1700 m n.p.m.

## Morfologia
PokrójDrzewo osiągające 60 m wysokości, o pniu ciemnobrązowym. Konary wznoszą się ukośnie ku górze.
LiściePodłużnie lancetowate do eliptycznych o długości od 7,5 do 10 cm i szerokości do 3 cm. Na szczycie blaszka liściowa jest tępa lub wyraźnie zaostrzona. Ogonek liściowy o średnicy 2-3 mm ma 5-6 mm długości.
Organy generatywneSzyszki męskie mają długość od 1,8 do 3 cm i średnicę do 1,5 cm. Zielone szyszki żeńskie są kulisto-eliptyczne, o długości do 8,5 cm i szerokości do 6 cm.
NasionaOwalne o długości 10 mm i szerokości  8 mm zaopatrzone jest w drobne skrzydełko.